# Ballet Nacional de Canadá

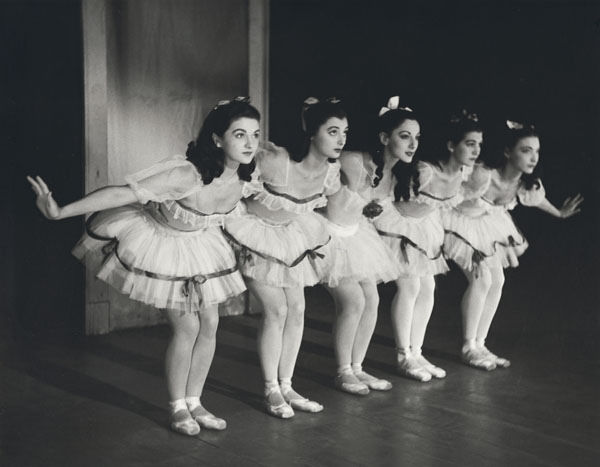
Escena del tercer acto del ballet Coppélia, representado por el Ballet Nacional de Canadá en 1952.

El Ballet Nacional de Canadá es la compañía de ballet más grande del país[cita requerida]. Fue fundado por Celia Franca en 1951 y se encuentra en Toronto, Ontario. Basada en la unidad de bailarines canadienses entrenados en la tradición y estilo del Ballet Real de Inglaterra, el Ballet Nacional es reconocido como una de las mejores compañías de ballet clásico en Canadá.[cita requerida]

## Creación del Ballet Nacional y su Escuela
En 1951, las dos principales compañías de ballet en Canadá eran el Royal Winnipeg Ballet, encabezado por Gweneth Lloyd y el Volkoff Canadian Ballet, fundado por Boris Volkoff y basado en Toronto. Aun cuando ambas compañías eran de renombre, estaban predispuestos al seleccionar bailarines y a menudo hacían audiciones en sus ciudades natales. Con el deseo de crear una compañía de ballet canadiense que fuera ecuánime, e inspirados por el  Ballet Real de Sadler´s Wells , un grupo de entusiastas del ballet se propusieron crear el Ballet Nacional de Canadá. Tanto Lloyd como Volkoff estaban interesados en ser el primer director artístico de la compañía, pero los organizadores temían que estas dos personas podrían afectar a la compañía y su mandato. En lugar de estos dos prospectos, los organizadores estuvieron de acuerdo en que la única manera de crear una compañía de ballet imparcial era contratar a una foránea de nombre Celia Franca como directora artística.
Franca había estado en Canadá dos veces en toda su vida, y por lo tanto no estaría predispuesta como un canadiense al contratar bailarines. Además, Franca tenía muchas conexiones en la comunidad de baile y la capacidad de expandir la influencia de la compañía a un escenario internacional. Sin embargo, no estaba interesada en la dirección de esta nueva compañía. Había rechazado invitaciones similares en Australia y Sudáfrica y disfrutaba vivir en el Reino Unido. No obstante, cuando visitó Canadá en 1951, los fundadores le rogaron que aceptara el puesto y Franca aceptó. Celia Franca se convirtió entonces en la primera directora artística, mientras que Volkoff tomó el puesto de Coreógrafo Residente y Lloyd el de Consultor Artístico y Coreógrafo. El director de orquesta George Crumb también se incluyó en el proyecto como Director Musical. 
En agosto de 1951 el Ballet Nacional de Canadá lanzó su primera audición como un tour a través del país. Al final del mes, la compañía había elegido 29 bailarines  y se encontraba ensayando en St. Lawrence Hall. Fue durante estos ensayos que se realizaron las decisiones para el futuro de la compañía. Por ejemplo, Franca eligió poner en escena los ballets clásicos, pues creía que permitiría a los bailarines ser juzgados apropiadamente por la comunidad de baile internacional.
La primera función del Ballet Nacional de Canadá fue en el Auditorio Eaton el 12 de noviembre de 1951. El programa incluía Las Sílfides y las Danzas Polovtsianas de El Príncipe Ígor.

## Desarrollo
En 1964 el Ballet adoptó como su hogar al Centro O’Keefe (antes el Hummingbird Centre, ahora el Sony Centre) en Toronto, con un cupo para 3,200 personas. En 2006 la compañía se mudó a instalaciones nuevas en el Four Seasons Centre.
En 1976 Alexander Grant, anteriormente Bailarín Principal del  Ballet Real de Londres y Director Artístico del Ballet para All, se convirtió en el director Artístico del Ballet Nacional. Bajo su liderazgo, el Ballet Nacional de Canadá agregó muchos trabajos de Frederick Ashton a su repertorio. El Ballet Nacional de Canadá ha sido visto por muchos muy similar en entrenamiento, técnica y estilo al Royal Ballet de Inglaterra. 
El Ballet Nacional de Canadá fue la primera compañía canadiense en bailar en la Royal Opera House, en el Covent Garden y en Londres en 1979.

## Escuela Nacional de Ballet
La Escuela Nacional de Ballet de Canadá fue fundada en 1959 por Celia Franca y fue dirigida por muchos años por el cofundador Betty Oliphant. El objetivo principal de la escuela fue entrenar a sus bailarines para el Ballet Nacional de Canadá y para compañías a través de Canadá y en todo el mundo. Los graduados de la Escuela incluyen a Frank Augustyn, Neve Campbell, Rex Harrington, Karen Kain (actual Director Artístico de la compañía), James Kudelka (previo Director Artístico de la compañía), Veronica Tennant, Martine Lamy, John Alleyne, Emmanuel Sandhu, and Mavis Staines (actual director de la escuela).

## Reconocimiento Internacional
Rudolf Nureyev bailó con la compañía en 1965 y regresó en 1972 a poner en escena su versión de  La Bella Durmiente. Su trabajo fue reconocido por elevar los estándares de la compañía. Fue responsable por traer la compañía al Metropolitan Opera House en el Lincoln Center, en la ciudad de Nueva York. El Ballet obtuvo críticas muy favorables, lo que marco un punto decisivo al recibir reconocimiento internacional. Fue durante este tiempo cuando las carreras de Karen Kain y Frank Augustyn, dos miembros del BNC, despegaron. Kain y Augustyn recibieron el premio por mejor pas de deux en la Competencia Internacional de Ballet en Moscú en 1973. Al año siguiente, en 1974, durante un tour por Canadá, Mijaíl Baryshnikov deserto y pidió asilo político en Toronto. Su primera función después de salir de su reclusión temporal en el país fue con el Ballet Nacional de Canadá, en una versión televisada de La sílfide.

## Bailarines

### Bailarines principales
| - Aleksandar Antonijevic - Guillaume Côté - Vanessa Harwood | - Greta Hodgkinson - Jiri Jelinek - Zdenek Konvalina | - Svetlana Lunkina - Heather Ogden - Sonia Rodríguez | - Piotr Stanczyk - Xiao Nan Yu - Bridgett Zehr |

### Personajes principales
| - Victoria Bertram - Kevin D. Bowles | - Lorna Geddes | - Thomas Schramek | - Hazaros Surmeyan |

### Primeros solistas
| - Keiichi Hirano - Tanya Howard | - Stephanie Hutchison - [Richard Landry - Etienne Lavigne | - Patrick Lavoie - Stacey Shiori Minagawa - Tina Pereira | - Jonathan Renna - Rebekah Rimsay - Jillian Vanstone |

### Segundos solistas
| - Alexandra Golden - Elena Lobsanova | - Noah Long - Alejandra Perez-Gomez | - Lisa Robinson - Jenna Savella | - Robert Stephen - Brett van Sickle |

### Bailarines prominentes del Ballet Nacional
| - Karen Kain - Frank Augustyn - Tomas Schramek - Veronica Tennant | - Martine Lamy - Kimberley Glasco - Margaret Illmann - Nadia Potts | - Serge Lavoie - Jeremy Ransom - Rex Harrington - Robert Tewsley - Yseult Lendvai | - Sonia Rodriguez - Chan Hon Goh - Aleksandar Antonijevic - Greta Hodgkinson - Zdenek Konvalina - Victoria Bertram |